# Onychogomphus macrodon
Onychogomphus macrodon – gatunek ważki z rodziny gadziogłówkowatych (Gomphidae).